# Armé- Marin- och Flygfilm
Armé- Marin- och Flygfilm (AMF) bildades som förening den 19 oktober 1920, först med namnet Armé- och Marinfilm och efter flygvapnets bildande byttes namnet till Armé- Marin- och Flygfilm. Det var filmintresserade officerare med dåvarande löjtnant Gunnar Dyhlén i spetsen som låg bakom bildandet av föreningen. De avsåg skapa en verksamhet som skulle förse försvaret och närliggande organisationer med film för undervisning och information. År 1926 blev flygvapnet en egen försvarsgren och då ändrades föreningsnamnet till det nuvarande. 
Under 1930-talet producerade AMF allt fler undervisningsfilmer. Man framställde även en och annan ”allmänbildande” film, då ofta med inslag av sport- och friluftsliv. År 1934 inrättades en särskild filmdetalj vid stabens utbildningsavdelning. Vid armén, marinen och flygvapnet utsågs särskilda officerare för handläggning av filmärenden.
Under beredskapsåren blev filmen ett inflytelserikt instrument i syftet att stärka försvarsviljan och filmproduktionen inriktades på kortfilmer och nyhetsrevyer, många för visning som förfilm på svenska biografer. De allierades erfarenheter var att soldatinstruktioner på film hade stora pedagogiska fördelar. Detta präglade till en del den svenska försvarsfilmen från 1946 och framåt och under 50- 60- och 70-talen producerade man ett mycket stort antal filmer.
Dokumentärer och utbildningsfilmer har fortsatt att produceras under 1980- och 1990-talen, fast då på videoband och i digitala format istället för det ursprungliga 35 mm- och 16 mm-formaten.
Föreningen ombildades 2014 till stiftelse. Stiftelsen äger företagen AMF-film AB och AKA-film.
Idag förvaltar Armé- Marin- och Flygfilm ett omfattande militärhistoriskt filmarv samt producerar film och dokumentärer för att öka kunskapen om svenskt försvar och säkerhet.

## Funktionärer

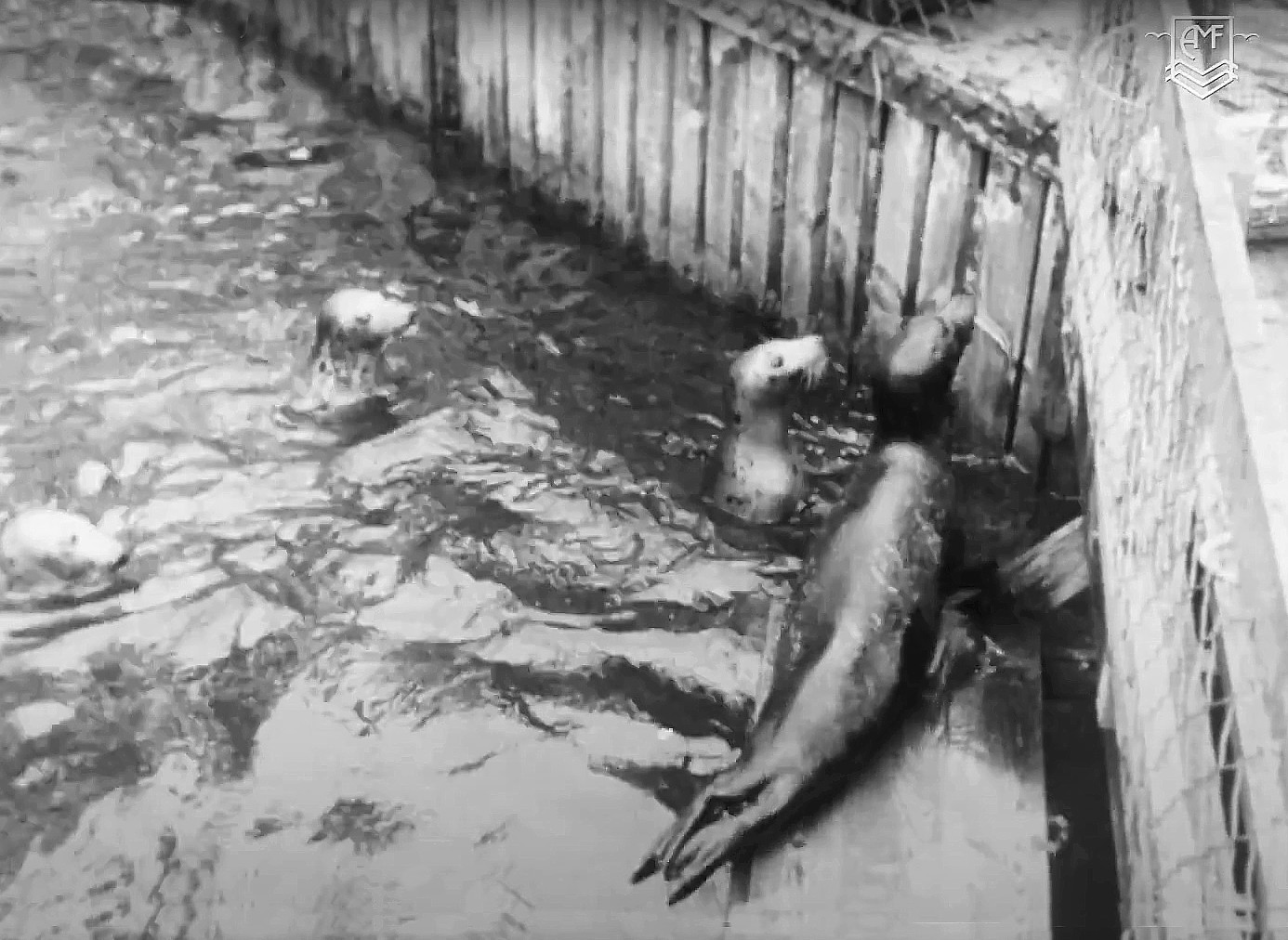
Bildexempel från AMF: Försöksstationen Palmen på Gålö, (1940-tal).

### Ordförande
Föreningen (sedan 2014 stiftelsen) har haft följande ordförande:
- 1920–1932: Överste Eric von Gegerfelt
- 1932–1939: Amiral Fabian Tamm
- 1939–1947: Generalmajor Gustaf Lindström
- 1947–1950: Generalmajor Nils Swedlund
- 1950–1959: Kommendörkapten Harald Schulze
- 1959–1971: Generalmajor Gunnar Brinck
- 1971–1996: Generalmajor Åke Sundén
- 1996–2001: Generallöjtnant Åke Sagrén
- 2001–2007: Viceamiral Frank Rosenius
- 2007–2020: Generalmajor Lars Frisk
- 2020–: Generalmajor Per Lodin

### Kanslichefer
Föreningen har haft följande kanslichefer:
- 1920–1944: Major Gunnar Dyhlén
- 1944–1952: Major Bertil Carlsson
- 1952–1965: Kommendörkapten Pedro Ahlmark
- 1965–1977: Kapten Bo Sylvander
- 1977–1989: Kommendörkapten Jarl Ellsén
- 1989–2002: Kommendör Ulf Adlén
- 2002–2009: Överstelöjtnant Anders Eisen
- 2009–2014: Peter Nordström (civil)

### Förvaltningschef
- 2014–2022: Peter Nordström (civil)[1]
- 2022–: Cathrin Thorsell Starud (civil)